# Herasym Łukiańczuk
Herasym Łukiańczuk, ukr. Герасим Лук’янчук (ur. 1890 w Sieniawce, zm. 1953) – ukraiński rolnik zaangażowany w pomoc Polakom podczas rzezi wołyńskiej.
Herasym Łukiańczuk prowadził w zamieszkałej głównie przez Ukraińców Sieniawce na Wołyniu gospodarstwo rolne. Z żoną Anną wychowywali córkę Ołeksandrę oraz syna Rostysława.
Sąsiednią wieś Aleksandrówka zamieszkiwali w większości Polacy. W nocy z 15 na 16 lipca 1943 roku członkowie OUN-UPA wymordowali kilkanaście mieszkających tam polskich rodzin. Łukiańczuk znalazł ukrywającą się od tego czasu w polu 10-letnią Leokadię Nowakowicz (później po mężu Skowrońską), córkę jego sąsiadów. Dziewczynka podczas napaści na wieś dwa tygodnie wcześniej została ranna w nogę pociskiem z karabinu. Wieczorem w zarzuconym na plecy worku zaniósł ją do swojego gospodarstwa, w którym ukrywał się już brat Leokadii, Stanisław, ranny w brodę. Łukiańczuk uznał, że konieczne jest odwiezienie Leokadii wraz z bratem do szpitala w Kowlu. Na trasie banderowcy zatrzymali wóz. Uwierzyli Łukiańczukowi, że wiezie chorego syna do lecznicy. Po dotarciu do Kowla, zostawił rodzeństwo w szpitalu, gdzie je później odwiedzał. Od Łukiańczuka Leokadia dowiedziała się, że jej rodzice oraz dwójka rodzeństwa zostali zamordowani przez Ukraińców. Dziewczynka po kilku tygodniach została przeniesiona do szpitala w Łucku, w którym przebywała do grudnia 1943 roku. Po zakończeniu II wojny światowej osiadła w Hrubieszowie, gdzie zmarła w 2017 roku.
Łukiańczuk pozostał w Sieniawce. Umarł w 1953 roku. Został pochowany na miejscowym cmentarzu.
W 2023 za swoją postawę podczas uroczystości w Belwederze w Warszawie został pośmiertnie wyróżniony Medalem Virtus et Fraternitas.